# فاحشه‌خانه (فیلم ۱۹۷۲)
فاحشه‌خانه (دانمارکی: Bordellet) یک فیلم کمدی جنسی دانمارکی است که در سال ۱۹۷۲ منتشر شد. این فیلم، نخستین فیلم دانمارکی جریان اصلی بود که صحنه‌های سکس هاردکور داشت. از بازیگران فیلم می‌توان به پل گلارگار و هوگو هِـرِستروپ اشاره کرد.